# الحد الأقصى للمدى العمري
الحد الأقصى للمدى العمري (أو بالنسبة للبشر، الحد الأقصى لعمر الإنسان عند الوفاة) هو مقياس لحساب أقصى مدةٍ من الوقت الذي تم رصد شخص أو أكثر ممن عاشوه بين الولادة والوفاة ضمن مجتمع إحصائي ما.
ویمکن أن یشیر المصطلح أيضا إلى تقدير أقصی مدة من الوقت يمكن أن يعيشه كائن من نوع معين بین الولادة والوفاة، وذلك في حال توافر الظروف الملائمة لإطالة عمر هذا الكائن.
يوجد لدى معظم الأنواع الحية حد واحد أعلى على الأقل للمرات التي يمكن لخلية أي عضو منها أن تنقسم، وهو ما يسمى بحد هايفليك. وعلى الرغم من ذلك، فإن عدد المرات التي تنقسم فيها الخلية لا يتحكم – على وجه الدقة- بالمدى العمري. 

## التعريف
عادةً ما يكون الحد الأقصى في الدراسات الحيوانية، هو متوسط الحد العمري للكائنات الأعلى عمرا والتي تشكل 10% من مجموعة معينة من الأتراب. وبمعنى أخر، فإن الحد الأقصى لعمر الكائن الحي يتوافق مع العمر الذي توفي فيه أكبر فرد من نوع أو مجموعة تجريبية. وبحسب المعنى الأخير، فإن حساب الحد الأقصى للمدى العمري يعتمد على حجم العينة الأولية.
يتباين الحد الأقصى لعمر الفرد مع متوسط عمره (متوسط العمر والعمر المتوقع) وطول العمر. يختلف متوسط العمر عند الإصابة بالأمراض والحوادث والانتحار والقتل، في حين أن الحد الأقصى للأعمار يحدده «معدل الشيخوخة». يشير طول العمر إلى خصائص الأفراد الذين يعيشون لفترة طويلة، مثل الضعف عند التقدم في العمر أو ضغط انتشار المرض وليس عمر الفرد. 

## الحد الأقصى لعمر الإنسان
الشخص الذي عاش فترة طويلة وتم التحقق من تاريخ ولادته ووفاته في موسوعة غينيس للأرقام القياسية وفريق أبحاث علم الشيخوخة كانت جين كالمينت، وهي امرأة فرنسية عاشت 122 سنة.
وقد شكل انخفاض معدل وفيات الرضع زيادة في متوسط العمر، ولكن منذ ستينيات القرن الماضي انخفضت معدلات الوفيات بين أولئك الذين تزيد أعمارهم عن 80 سنة بنحو 1.5% سنويا.
«إن التقدم المحرز في إطالة العمر وتأجيل علامات الشيخوخة يعود بالكامل إلى الجهود الطبية والصحة العامة، بالإضافة إلى ارتفاع مستويات المعيشة، والتعليم الجيد، والتغذية وأساليب الحياة الصحية».
وجدت الدراسات الحيوانية أنه يمكن للإنسان أن يعيش مدة طويلة من خلال أدوية «تحديد السعرات الحرارية» أو عن طريق الحد من استهلاك الغذاء. على الرغم من أن تقييد السعرات الحرارية لم يثبت تمديد طول عمر الإنسان، واعتبارا من عام 2014، فإن نتائج الدراسات الرئيسية الجارية قد أظهرت أن الافتراضات المبنية على القوارض تنطبق أيضا على الأشخاص كذلك [المرجع: ناتشر 01.04.2014].
لا توجد نظرية ثابتة لطول عمر الإنسان في الوقت الحالي. «إن السؤال الأساسي في بحوث الشيخوخة هو ما إذا كان البشر والكائنات الأخرى يمتلكون حدا ثابتا للحياة».
«تم الإقرار بأن افتراضية الحد الأقصى لعمر الإنسان ثابتة، [ولكنها] لا تنطبق على عدد من النماذج الحيوانية والبشرية كذلك».
حيث تشير الدراسات التي أجريت في مجال التحليل الحيوي لطول عمر الإنسان إلى قانون تباطؤ معدل الوفيات في مراحل متأخرة من العمر: وهي أن معدلات الوفيات تتوقف عند بلوغ أعمار متقدمة إلى وفيات متأخرة.
بمعنى أنه ليس هناك حد ثابت لطول عمر الإنسان، أو حد أقصى. فقد تم تحديد هذا القانون لأول مرة في عام 1939، عندما وجد الباحثون أن احتمالية الوفاة في سن متقدمة في السنة الواحدة تقريبا 44% للنساء و54% للرجال.